# Heterodrilus subtilis
Heterodrilus subtilis is een ringworm uit de familie van de Naididae. De wetenschappelijke naam van de soort is voor het eerst geldig gepubliceerd in 1917 door Pierantoni.